# Ulice Cloverfield 10
Ulice Cloverfield 10 (v anglickém originále 10 Cloverfield Lane) je americký sci-fi thrillerový film z roku 2016. Režie se ujal Dan Trachtenberg a scénáře Josh Campbell, Matthew Stuecken a Damien Chazelle. Hlavní role hrají Mary Elizabeth Winstead, John Goodman a John Gallagher Jr.. Film je druhým filmem série Cloverfield. Ve Spojených státech měl premiéru dne 11. března 2016 a v České republice dne 7. dubna 2016.

## Obsazení
- Mary Elizabeth Winstead jako Michelle
- John Goodman jako Howard Stambler
- John Gallagher Jr. jako Emmett DeWitt
- Suzanne Cryer jako Leslie
- Bradley Cooper jako Ben (hlas)

## Přijetí

### Tržby
Film vydělal 72,1 milionů dolarů v Severní Americe a 38,1 milionů dolarů v ostatních oblastech, celkově tak vydělal 110,2 milionů dolarů po celém světě. Rozpočet filmu činil 15 milionů dolarů. Za první víkend docílil druhé nejvyšší návštěvnosti, kdy vydělal 24,7 milionů dolarů.
Film byl promítán v 54 zemích a za první promítací víkend vydělal přes 1,5 milionů dolarů. Nejlepší výdělky za první víkend měl ze Spojeného království a Irska (2,2 miliony dolarů) a Francie (1,4 milionů dolarů).

### Recenze
Na recenzní stránce Rotten Tomatoes získal z 278 započtených recenzí 90 procent s průměrným ratingem 7,5 bodů z deseti. Na serveru Metacritic snímek získal z 43 recenzí 76 bodů ze sta. Na Česko-Slovenské filmové databázi snímek má k 1. srpnu 2018 70 procent.

### Ocenění a nominace
| Ocenění                                    | Kategorie                                      | Nominovaný                                        | Výsledek  |
| ------------------------------------------ | ---------------------------------------------- | ------------------------------------------------- | --------- |
| Bram Stoker Awards                         | Nejlepší scénář                                | Josh Campbell, Damien Chazelle a Matthew Stuecken | nominace  |
| Critics' Choice Awards                     | Nejlepší sci-fi/hororový film                  | 10 Cloverfield Lane                               | nominace  |
| Directors Guild of America Awards          | Nejlepší režisérský debut                      | Dan Trachtenberg                                  | nominace  |
| Empire Awards                              | Nejlepší sci-fi/fantasy film                   | 10 Cloverfield Lane                               | nominace  |
| Fangoria Chainsaw Awards                   | Nejlepší film                                  | 10 Cloverfield Lane                               | nominace  |
| Fangoria Chainsaw Awards                   | Nejlepší mužský herecký výkon v hlavní roli    | John Goodman                                      | vítězství |
| Golden Tomato Awards                       | Nejlepší sci-fi/fantasy film                   | 10 Cloverfield Lane                               | 2. místo  |
| Hollywood Music in Media Awards            | Nejlepší skladatel – sci-fi/fantasy film       | Bear McCreary                                     | nominace  |
| IndieWire Critics Poll                     | Nejlepší mužský herecký výkon ve vedlejší roli | John Goodman                                      | 10. místo |
| Cena Saturn                                | Nejlepší thriller                              | 10 Cloverfield Lane                               | vítězství |
| Cena Saturn                                | Nejlepší ženský herecký výkon v hlavní roli    | Mary Elizabeth Winstead                           | vítězství |
| Cena Saturn                                | Nejlepší mužský herecký výkon ve vedlejší roli | John Goodman                                      | vítězství |
| Cena Saturn                                | Nejlepší střih                                 | Stefan Grube                                      | nominace  |
| St. Louis Gateway Film Critics Association | Nejlepší hororový/sci-fi film                  | 10 Cloverfield Lane                               | nominace  |
| Teen Choice Awards                         | Nejlepší film: drama                           | 10 Cloverfield Lane                               | nominace  |